# 이천자유회
이천자유회(伊川自由會)는 1929년 일제강점기 당시 강원도 이천에서 조직되었던 아나키즘 계열의 독립운동단체이다. 이은송(李殷松)을 중심으로 100여 명의 이천과 근방 지역 청년이 조직했다. 주요 회원으로는 윤용화(尹龍化)ㆍ이인하(李寅夏)ㆍ김순희(金淳熙) 등이 있었다. 일제강점기 식민지 통제 수단 법인 치안유지법 위반, 출판법 위반으로 기소된 이 결사에 대한 판결로 윤용화와 이인하는 5년 구형에 4년 선고, 이은송과 김순희는 5년 구형에 3년 선고로 내려졌다.